# Ощеклін
Ощеклін (пол. Oszczeklin) — село в Польщі, у гміні Козьмінек Каліського повіту Великопольського воєводства.
Населення — 400 осіб (2011).
У 1975-1998 роках село належало до Каліського воєводства.

## Демографія
Демографічна структура станом на 31 березня 2011 року:
|          | Загалом | Допрацездатний вік | Працездатний вік | Постпрацездатний вік |
| -------- | ------- | ------------------ | ---------------- | -------------------- |
| Чоловіки | 216     | 44                 | 148              | 24                   |
| Жінки    | 184     | 38                 | 107              | 39                   |
| Разом    | 400     | 82                 | 255              | 63                   |